# Manfred Hunziker

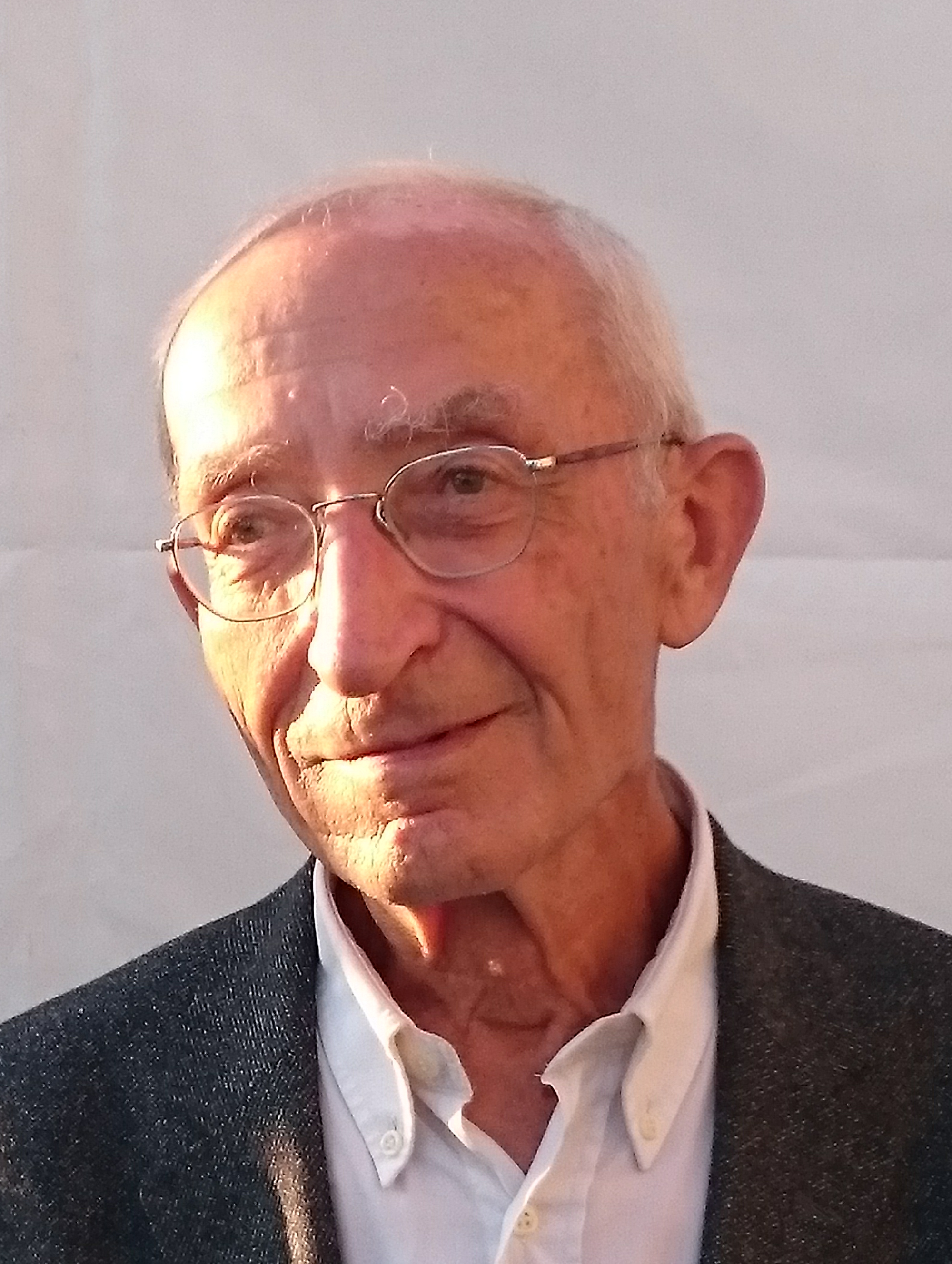
Portrait-Aufnahme von Manfred Hunziker 2019

Manfred Hunziker (* 16. Oktober 1939 in Frauenfeld, Kanton Thurgau) ist ein Schweizer Alpinist und Autor.

## Leben und Wirken
Hunziker wuchs in Märwil, Kanton Thurgau, auf. Sein Grossvater (Sohn von Jakob Hunziker) führte die Mosterei Märwil ab ihrer Gründung. Aus der Erbschaft seines Vaters stammt eine landwirtschaftliche Liegenschaft mit einem grossen Wald, den Hunziker noch jetzt bewirtschaftet.
Er besuchte die Kantonsschule Frauenfeld und schloss 1958 mit der Matura¨Typ C ab. Anschliessend studierte er an der ETH Zürich Elektrotechnik und erhielt 1963 das Diplom als Elektroingenieur. Nach einem Zusatzstudium am Georgia Tech in den USA arbeitete er bei IBM Schweiz in der Kundenbetreuung. Hunziker entschloss sich, berufsbegleitend zusätzlich Jurisprudenz an der Universität Zürich zu studieren. Er wurde 1983 bei Manfred Rehbinder mit einer Dissertation über das Immaterialgüterrecht zum Dr. jur. promoviert.
Seine Leidenschaft als Bergsteiger entwickelte sich schon früh. Er trat dem Schweizer Alpen-Club (SAC) bei, wobei sein Vater bereits SAC-Mitglied und häufiger Bergsteiger bis ins hohe Alter gewesen war. Im Alter von 28 Jahren nahm Manfred Hunziker sich vor, 2437 Gipfel nach Herbert Maeders Klassiker Die Berge der Schweiz zu besteigen. Mit 65 Jahren fehlten ihm nur noch 97 Gipfel, nachdem er alle Gipfel über 4000 m Höhe bereits bestiegen hatte. Zu diesem Zeitpunkt setzte er sich das Ziel, die höchsten Gipfel in jedem Berggebiet von Nizza bis nach Wien (insgesamt 80 Gipfel) zu besteigen. Im Jahr 2004 fehlten ihm nur noch deren 15. Er bestieg nicht nur Berge, sondern machte Abklärungen über die unterschiedlichen Routen, um mehrere umfangreiche Clubführer-Veröffentlichungen zu verfassen. Für die SAC-Sektion Uto leitet er seit 1978 Touren in den Alpen, vorwiegend in der Schweiz. Hunziker wurde 2001 zum Ehrenmitglied der Sektion Uto ernannt. Von seiner Verbundenheit mit der Bergwelt zeugt eine Spende für die Erneuerung der Domhütte der Sektion Uto, welche Hunziker 2011 machte. Als Alterswohnsitz wählte er das 22. Stockwerk eines Hochhauses in Zürich-Altstetten, von wo er freie Sicht auf die Alpen und die Stadt Zürich hat.

## Veröffentlichungen
- Immaterialgüterrechte nach dem Tod des Schöpfers. Stämpfli Verlag, Bern 1983, ISBN 3-7272-0562-8. (staempfliverlag.com)
- Tamina- und Plessurgebirge. 4. Auflage. Verlag SAC Schweizer Alpen-Club, 1988, ISBN 3-85902-048-X.
- Avers, San Bernardino bis Septimer. 3. Auflage. Verlag SAC Schweizer Alpen-Club, 1994, ISBN 3-85902-140-0.
- Gotthard – von der Furka zum Lukmanier. Verlag SAC Schweizer Alpen-Club, 1995, ISBN 3-85902-149-4.
- Vom Lukmanier zum Domleschg. 5. Auflage. Verlag SAC Schweizer Alpen-Club, 1996, ISBN 3-85902-154-0.
- Säntis, Churfirsten. Von Appenzell zum Walensee. Verlag SAC Schweizer Alpen-Club, 1999, ISBN 3-85902-184-2.
- Vom Septimer zum Flüela. 3. Auflage. Verlag SAC Schweizer Alpen-Club, 2000, ISBN 3-85902-187-7.
- mit Willy Furter: Die Hütten des Schweizer Alpen-Clubs SAC. 6. Auflage. Orell Füssli, 2002, ISBN 3-280-05004-9.
- Ringelspitz Arosa/Rätikon: vom Pass dil Segnas zum Schlappiner Joch. Verlag SAC Schweizer Alpen-Club, 2010, ISBN 978-3-85902-313-0.
- UFITA,  Archiv für Urheber-, Film-, Funk- und Theaterrecht: Generalregister der Bände 101-2016/II. Stämpfli Verlag, Bern 2017, ISSN 1424-4276